# Metalobosia holophaea
Metalobosia holophaea är en fjärilsart som beskrevs av Paul Dognin 1912. Metalobosia holophaea ingår i släktet Metalobosia och familjen björnspinnare. Inga underarter finns listade i Catalogue of Life.